# Gaziantepe (província)
Gaziantepe (em turco: Gaziantep) é uma província (iller) do sul da Turquia, situada na região (bölge) do Sudeste da Anatólia (em turco: Güneydoğu Anadolu Bölgesi), junto à fronteira com a Síria, com capital na cidade homónima. Tem 6 803 km² de área e em dezembro de 2021 tinha 2 130 432 habitantes (densidade: 313,2 hab./km²).